# Marxismo-leninismo-maoismo-caminho prachanda

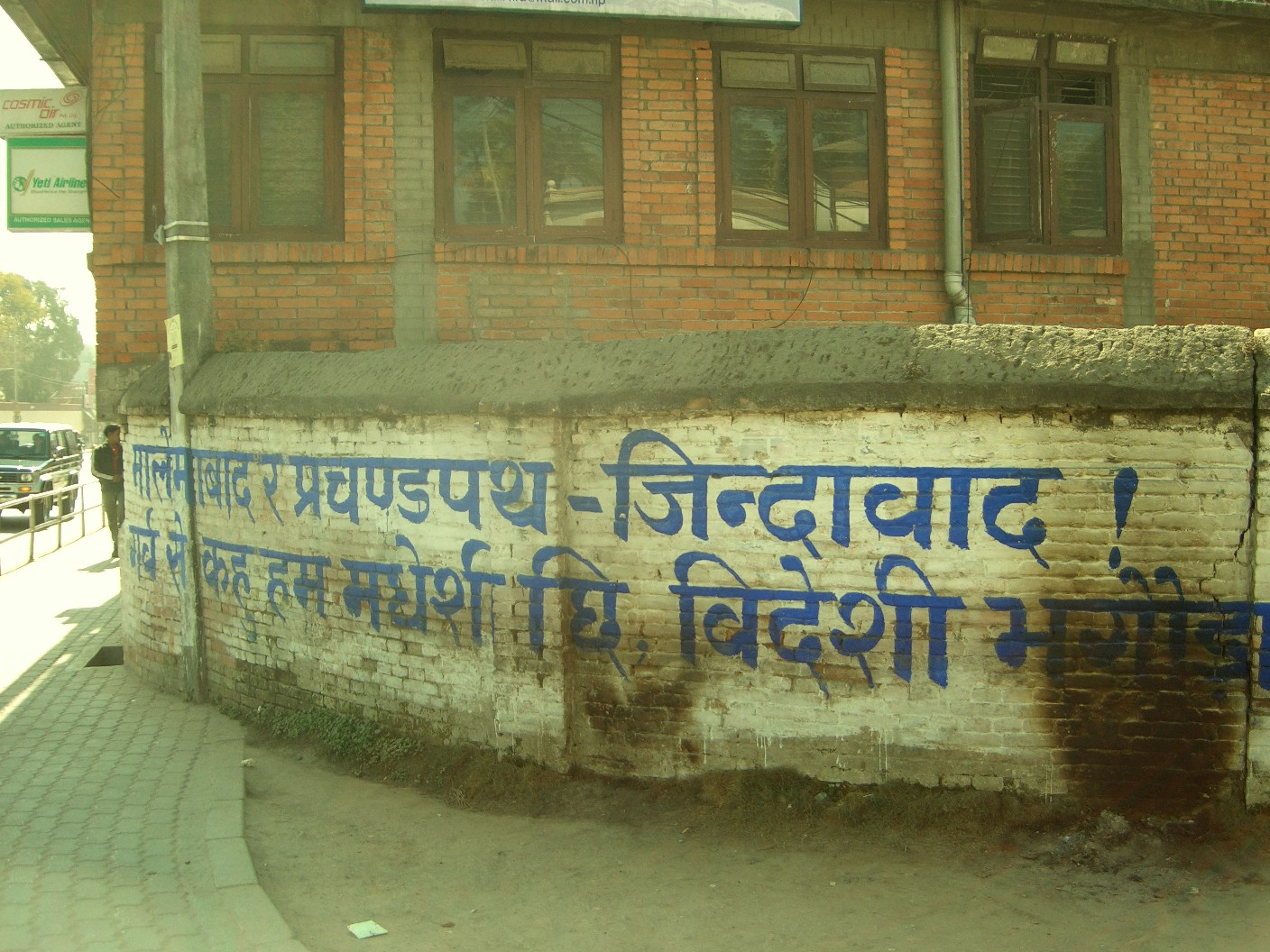
Mural em Katmandu com o slogan "Viva o Caminho Marxismo-Leninismo-Maoismo-Prachanda "

Marxismo-Leninismo-Maoismo-Caminho Prachanda (em nepali:  मालेमावाद र प्रचण्डपथ Mālemāvād ra Prachaṇḍapath, às vezes abreviado para Caminho Prachanda) refere-se à linha ideológica do Partido Comunista Unificado do Nepal (Maoísta), também conhecido como PCUN(M). É considerado um desenvolvimento do Marxismo-Leninismo-Maoismo (MLM) e recebeu o nome do líder da PCUN(M), Pushpa Kamal Dahal, geralmente conhecido como Prachanda. O Caminho Prachanda foi proclamado em 2001. A ideologia foi parcialmente inspirada no exemplo do Partido Comunista do Peru (Sendero Luminoso), que se refere à sua linha ideológica como "Marxismo-Leninismo-Maoismo-Pensamento Gonzalo".
O Caminho Prachanda não pretende romper ideologicamente com o marxismo, leninismo ou Maoismo, mas pretende antes ser uma extensão destas ideologias, baseada na política do Nepal. A doutrina apareceu depois do partido determinar que as ideologias do Marxismo, Leninismo, e Maoismo já não podiam ser praticadas na sua totalidade como no passado. O partido adotou o Caminho Prachanda por considerá-lo uma ideologia adequada, com base na realidade da política nepalesa. Militarmente e no contexto do conflito armado de 1996-2006 no Nepal, o ponto central da ideologia foi a realização da revolução por meio do controle das áreas rurais e do cerco dos aglomerados urbanos.
Hoje, as posições de Prachanda são vistas por alguns Marxistas-Leninistas-Maoistas em todo o mundo como "revisionistas"  e são criticadas por organizações revolucionárias no Nepal. Essas críticas concentram-se na entrada do Partido Comunista Unificado do Nepal (Maoísta) na política partidária dominante no Nepal. Estas críticas também se basearam na cooperação entre o PCUN-M sob Pushpa Kamal Dahal e o Partido Comunista do Nepal (Marxista-Leninista Unificado).